# Tsuki ga Kirei
Tsuki ga Kirei (яп. 月がきれい Цуки га Кирэй, «Луна прекрасна») — аниме-сериал режиссёра Сэйдзи Киси, выпускавшийся студией Feel с 6 апреля по 29 июня 2017 года.

## Сюжет
Котаро Адзуми и Аканэ Мидзуно стали учениками третьего курса в средней школе и впервые являются одноклассниками. Они отвечают за оборудование для проведения спортивного фестиваля. Эти двое, наряду с другими учениками, Тинацу Нисио и Такуми Хира, относятся к своим сверстникам через взаимопонимание и чувства. По мере того, как их последний год в средней школе прогрессирует, группа преодолевает свои проблемы, чтобы созреть, и осознаёт изменения в себе.

## Персонажи
Котаро Адзуми (яп. 安曇 小太郎 Адзуми Котаро:) — ученик 3-1 класса, принадлежащий к литературному клубу. Он стремится стать писателем, уважая Осаму Дадзая. У него вообще спокойное и сдержанное отношение. Изначально он слишком смущён, чтобы показать свои романы другим людям, но, изучая любовь Акане к бегу и открытости, чтобы использовать смущение как метод улучшения себя, он начинает открывать эту перспективу. С раннего детства Котаро получал образование в исполнении традиционного танцевального и музыкального сопровождения фестиваля, Хаяси, в местной святыне Синто. Он тайно начинает встречаться с Аканэ, но позже раскрывает это Такуми. Когда Аканэ вынуждена переехать в Тибу из-за работы своего отца. Позже Котаро пытается попасть в ту же школу, что и она, несмотря на возражения родителей, но не увенчалась успехом. Он не может видеть Аканэ в свой трудный день, но публикует онлайн-рассказ, обещающий любить её навсегда. Несмотря на их дальние отношения, им показывают, что они все ещё находятся в контакте и посещают друг друга. В заключительной серии нам показали, что они поженились и у них родился ребёнок.
Сэйю: Сёя Тиба
Аканэ Мидзуно (яп. 水野 茜 Мидзуно Аканэ) — Аканэ переехала в Кавагое, Сайтама. Когда она училась в пятом классе в начальной школе, она тайком начала встречаться с Котарой, но позже показывает это Тинацу и Такуми, которые сообщают об этом классу. Позже она вынуждена переехать в Тибу из-за работы своего отца. В конце аниме нам показывают, что они поженились и у них появился ребёнок.
Сэйю: Кономи Кохара
Такуми Хира (яп. 比良 拓海 Хира Такуми) — президент легкоатлетического клуба. Он был влюблён в Аканэ с первого года.
Сэйю: Ацуси Тамару
Тинацу Нисио (яп. 西尾 千夏 Нисио Тинацу) — один из лучших друзей Аканэ в легкоатлетическом клубе. Она начинает испытывать чувства к Адзуми.
Сэйю: Риэ Муракава

## Производство
Аниме-сериал студии Feel был анонсирован в январе 2017 года. Режиссёром является Сэйдзи Киси, сценаристом выступила Юко Какихара. Дизайн персонажей разработан loundraw и адаптирован для сериала Кадзуаки Моритой. Саундтрек написан и продюсирован Такуро Игой и Flying Dog. Аниме транслировалось с 6 апреля по 29 июня 2017 года. Открывающую композицию «Ima Koko» (яп. イマココ Има Коко) и закрывающую под названием «Tsuki ga Kirei» (яп. 月がきれい) исполняет Нао Тояма.

## Список серий
| 1                | Весна и трудные времена «Хару то Сюра» (春と修羅)                               | 6 апреля 2017 года  |
| 2                | Горсть песка «Итиаку но Суна» (一握の砂)                                        | 13 апреля 2017 года |
| 3                | Вой на луну «Цуки ни Хоэру» (月に吠える)                                        | 20 апреля 2017 года |
| 4                | Сквозь ливень «То:риамэ» (通り雨)                                               | 27 апреля 2017 года |
| 5                | Сердце «Кокоро» (こころ)                                                        | 4 мая 2017 года     |
| 6                | Беги, Мелос «Хасирэ Мэросу» (走れメロス)                                        | 11 мая 2017 года    |
| 6,5              | Первая половина: Путешествие «Дзэнхансё: До:тэй» (前半抄「道程」)               | 18 мая 2017 года    |
| Рекап 1—6 серий. |                                                                                 |                     |
| 7                | Не сдерживай себя, предаваясь любви «Осиминаку Аи ва Убау» (惜しみなく愛は奪う) | 25 мая 2017 года    |
| 8                | Vita Sexualis «Вита Сэкусуарусу» (ヰタ・セクスアリス)                           | 1 июня 2017 года    |
| 9                | Ветер крепчает «Кадзэ Татину» (風立ちぬ)                                        | 8 июня 2017 года    |
| 10               | Заходящее солнце «Сяё:» (斜陽)                                                  | 15 июня 2017 года   |
| 11               | Поощрение учения «Гакумон но Сусумэ» (学問のすすめ)                             | 22 июня 2017 года   |
| 12               | Тогда «Сорэкара» (それから)                                                     | 29 июня 2017 года   |

## Критика
Обозревая первые три серии, критик Anime News Network Ник Кример похвалил Tsuki ga Kirei за качественную визуальную составляющую и развитие сюжета. По его мнению, в сериале умело раскрываются драматичные моменты между персонажами. Среди других плюсов аниме рецензент указал на общую привлекательность главных героев. Единственным недостатком произведения Кример назвал его чрезмерную зависимость от компьютерной графики, используемой для изображения фоновых персонажей.